# Војводство Урбино
Војводство Урбино (италијански: Ducato di Urbino) је била држава на Апенинском полуострву која је постојала у периоду од 1213. до 1625. године.

## Историја
Војводство је настало 1213. године када је Фридрих II Хоенштауфен, цар Светог римског царства, доделио део земље око Урбина породити Монтефелтро. Доделио им је титулу кнежена. Папа Евгеније IV је 1443. године урбинском кнезу доделио титулу војводе. Тада је кнежевина Урбино постала Војводство. Војводство Урбино простирало се на северном делу историјске покрајине Марке. Мали део обухватао је и Умбрију. На истоку је држава излазила на Јадранско море, а на западу се граничила са Републиком Фиренцом. На југу се Урбино граничило са Папском државом. Урбино је било престоница Војводства до 1523. године када је она премештена у Пезаро. Војводством је завладала моћна папска породица Дела Ровере уместо дотадашњих Монтефелтра. Отпочела је силазна путања до тада релативно снажног Војводства. Папа Александар VI је 1502. године поставио свога сина Чезара за војводу. Дела Ровере су владали Војводством до 1625. године када га је анектирао папа Урбан VIII.